# Lake Dallas
Lake Dallas és una població dels Estats Units a l'estat de Texas. Segons el cens del 2000 tenia 6.166 habitants.

## Demografia
Segons el cens del 2000, Lake Dallas tenia 6.166 habitants, 2.261 habitatges, i 1.666 famílies. La densitat de població era de 1.039,6 habitants/km².
Dels 2.261 habitatges en un 43,4% hi vivien nens de menys de 18 anys, en un 56,9% hi vivien parelles casades, en un 12,3% dones solteres, i en un 26,3% no eren unitats familiars. En el 20,4% dels habitatges hi vivien persones soles el 5,4% de les quals corresponia a persones de 65 anys o més que vivien soles. El nombre mitjà de persones vivint en cada habitatge era de 2,72 i el nombre mitjà de persones que vivien en cada família era de 3,17.
Per edats la població es repartia de la següent manera: un 30,7% tenia menys de 18 anys, un 7,2% entre 18 i 24, un 37,7% entre 25 i 44, un 18,2% de 45 a 60 i un 6,2% 65 anys o més.
L'edat mediana era de 32 anys. Per cada 100 dones de 18 o més anys hi havia 94,1 homes.
La renda mediana per habitatge era de 51.660 $ i la renda mediana per família de 58.370 $. Els homes tenien una renda mediana de 41.058 $ mentre que les dones 30.156 $. La renda per capita de la població era de 22.526 $. Aproximadament el 6,3% de les famílies i el 6,6% de la població estaven per davall del llindar de pobresa.

## Poblacions més properes
El següent diagrama mostra les poblacions més properes.